# Воскресенський собор (Суми)
Свято-Воскресенський кафедральний собор у Сумах — православний кафедральний собор (ПЦУ) у місті Сумах, перша міська кам'яниця; тризрубна, трибанна, двоповерхова церква, що є чудовим взірцем козацького бароко.

## Опис
Автентичний вигляд Воскресенської церкви не зберігся, і сучасного вигляду храм набув у результаті численних перебудов і реставрацій — остання значна — за СРСР в 70-ті роки XX століття, у теперішній час також здійснюються окремі відновлювальні роботи.
Воскресенська церква — тризрубна, трибанна споруда, що належить до особливо цінного типу храмів, в якому гармонійно поєднані традиційні прийоми та риси дерев'яної та кам'яної української архітектури.
Архітектурно-планувальною особливістю Воскресенської церкви є її двохярусність. Нижній (теплий, «зимовий») храм був освячений в ім'я Андрія Первозваного, небесного заступника Андрія Кондратьєва, верхній — в ім'я Воскресіння Христа.
Церква була не лише святою обителлю, але й оборонною спорудою, про що свідчать надзвичайно грубі мури (їх товщина сягає 1,5 м) та глибоко врізані вікна. Великий підвал мав підземні ходи до річки Псел.
Первісна дзвіниця храму була шатровою. Вона примикала до основного об'єму церкви. Нова, нині існуюча окремо розташована храмова дзвіниця споруджена в 1906 р. в стилі бароко (необароко).

## Історія

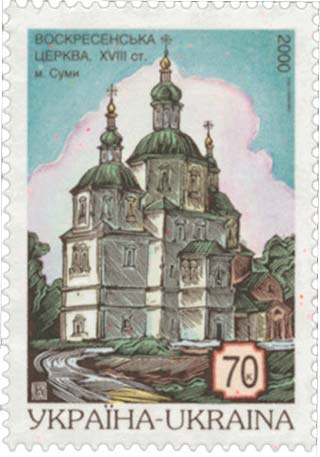
Воскресенська церква на поштовій марці

Воскресенську церкву звели наприкінці XVII — на початку XVIII століть коштом перших сумських полковників Герасима та Андрія Кондратьєвих. Освячення храму відбулося 1702 року — дата традиційно вважається роком зведення церкви.
Воскресенська церква була першою кам'яницею міста Суми.
Храм слугував усипальницею роду Кондратьєвих. Деякий час він також виконував оборонні функції, звичні для кам'яниць, зокрема і храмів в Україні фактично до кінця XVIII століття.
За радянських часів використовувалась під склади виробництва Облпостачу. Згодом у приміщенні церкви тривалий час містився відділ декоративно-ужиткового мистецтва Сумського художнього музею.
Значні реставраційні роботи у Воскресенській церкві були здійснені у 1970-х роках, внаслідок чого храм набув свого сучасного вигляду.
Після здобуття Україною Незалежності (1991) Воскресенська церква, що знаходилась тоді і перебуває понині (кін. 2000-х років) у аварійному стані, була єдиним храмом, переданим у відання релігійної громади УПЦ КП, решта храмів є новобудовами. Воскресенська церква є Свято-Воскресенським кафедральним собором Сумської єпархії УПЦ Київського патріархату.
У грудні 2002 року громадськість Сум відзначила 300-ліття цієї визначної історико-архітектурної пам'ятки.

## Легенда
З історією Свято-Воскресенського собору пов'язано багато легенд.
За однією з них, засновник міста Герасим Кондратьєв мав сестру Марію, що мала задеркувату вдачу. У ті часи Суми потерпали від злодіянь ватаги розбишак, що грабували жителів міста та його околиць. Зрештою розбійників схопили, але отаманом ватаги виявилась Марія, сестра Герасима Кондратьєва. На сімейній нараді владоможний брат прийняв нелегке, але справедливе рішення — замурувати лиху сестру в мурах тодішньої церкви.
І насправді, під час пізніших обстежень храмових мурів і підземель, були знайдені ходи, що вели до річки Псел, а також виявлені рештки жіночого тіла.

## Галерея

Храм наприкінці XIX ст. (з нині втраченою шатровою дзвіницею)
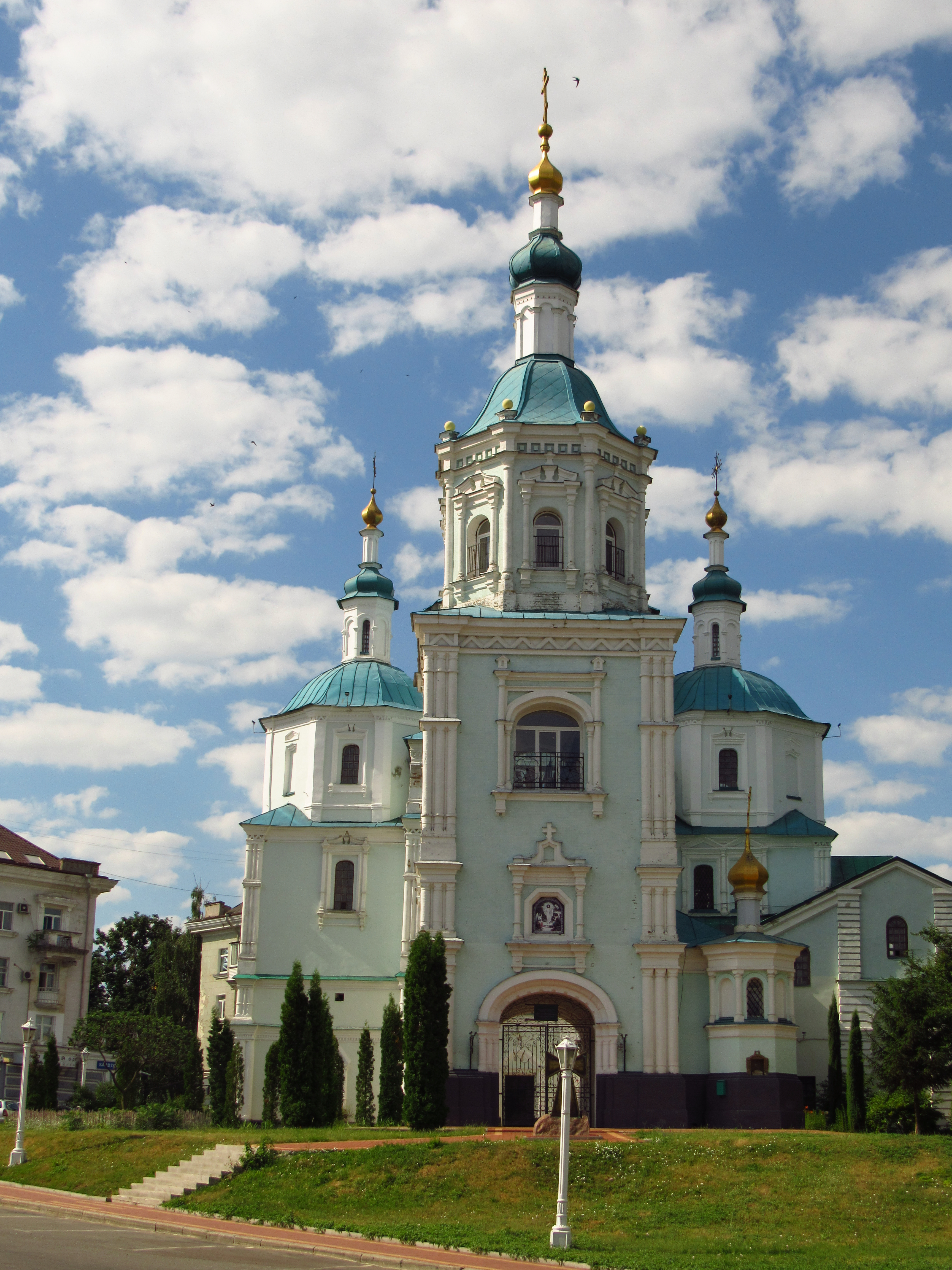
Воскресенська церква разом зі дзвіницею
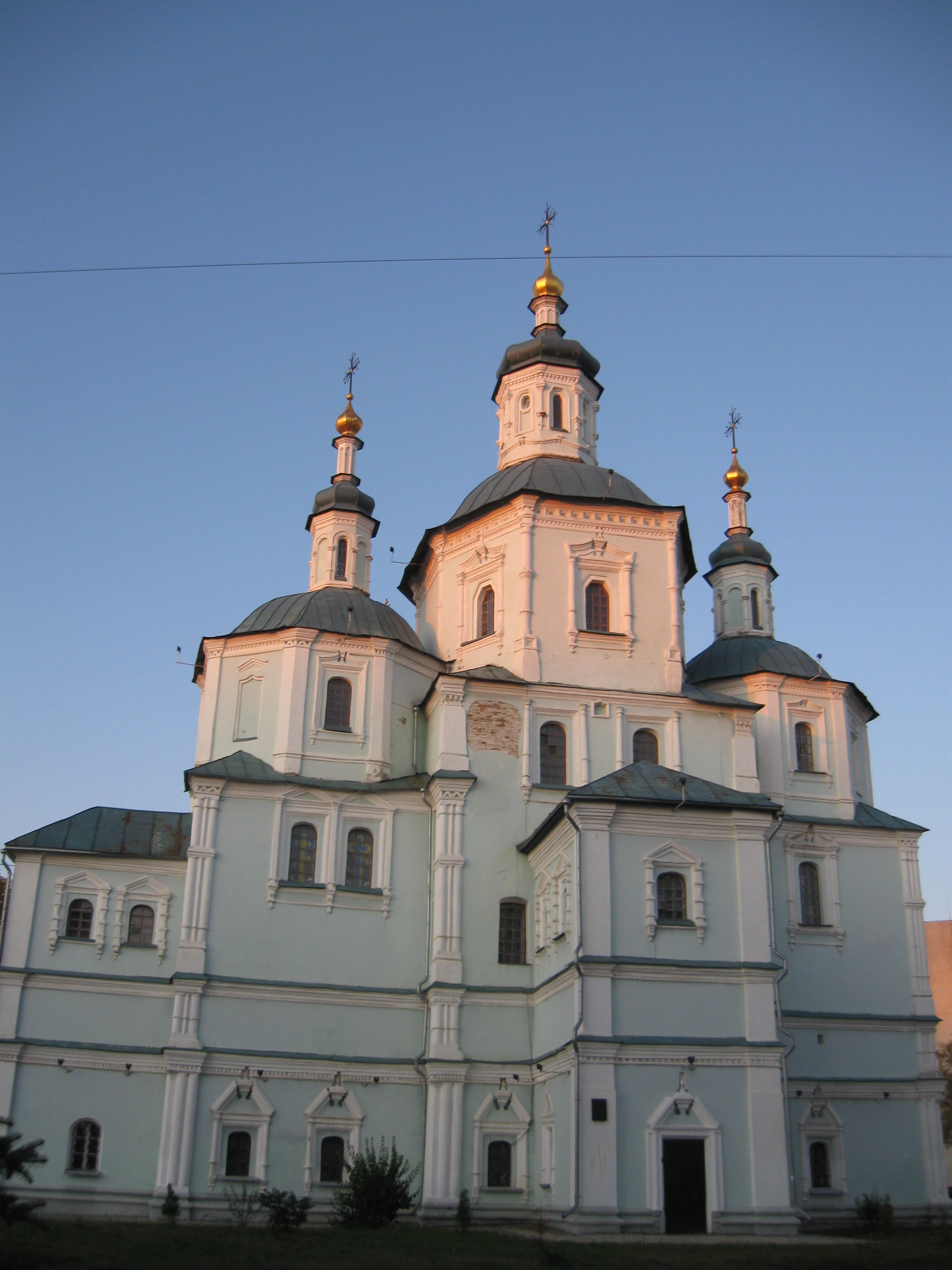
Воскресенька церква (ракурс)
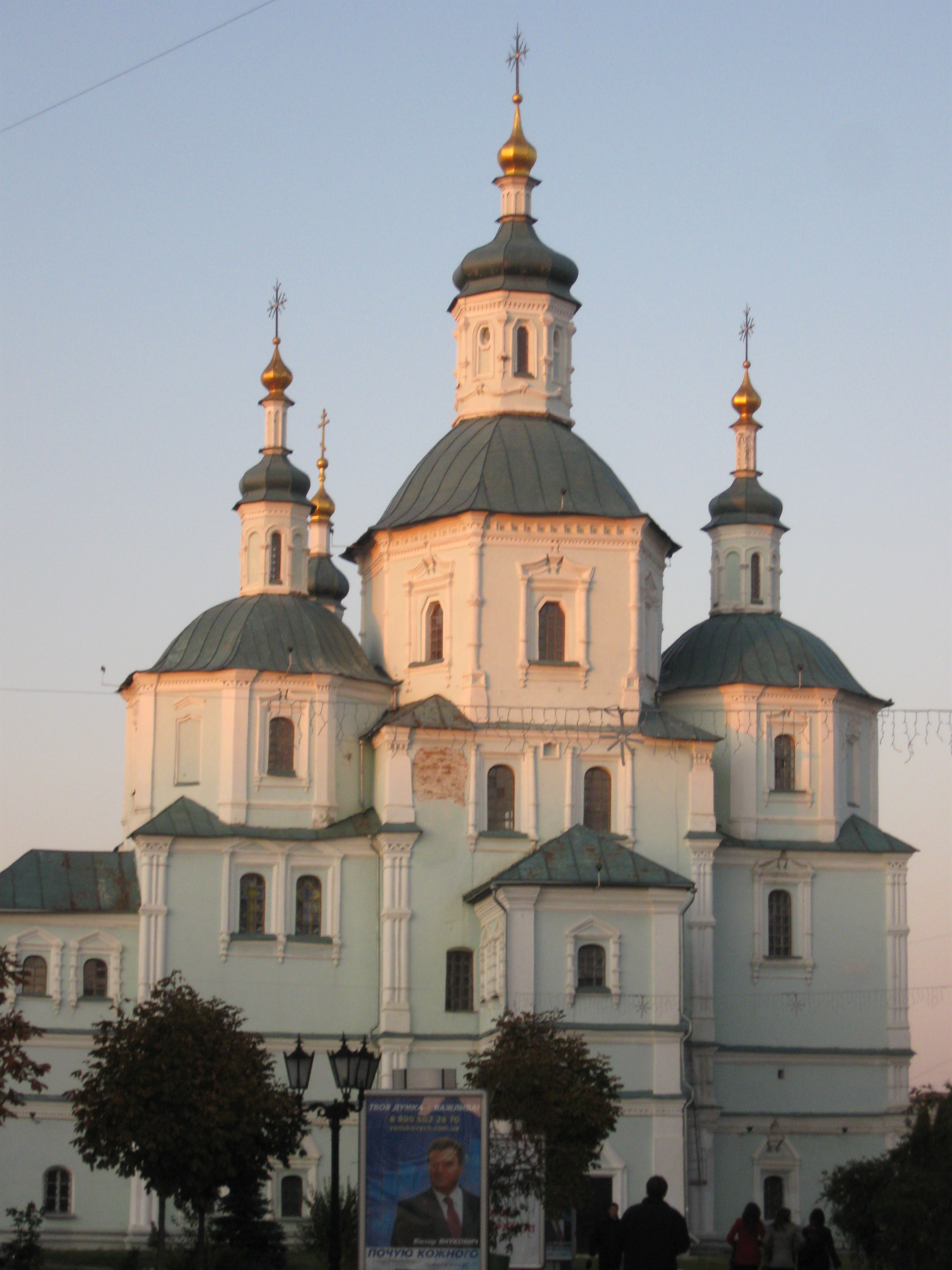
Пам'ятний знак «Сумка» перед церквою на Вознесенській вулиці
Пам’ятна дошка на фасаді церкви
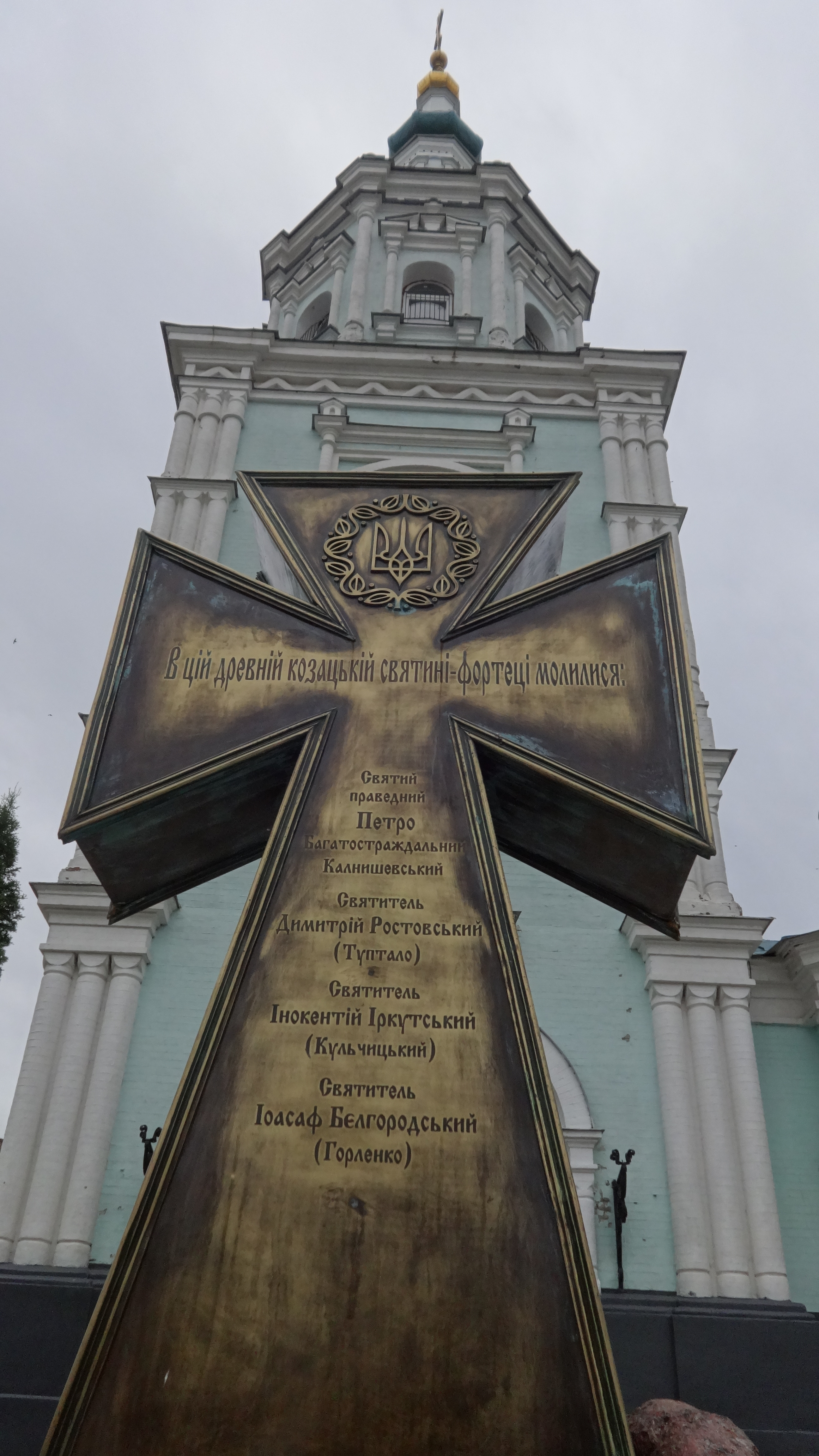
Пам'ятний хрест біля дзвіниці
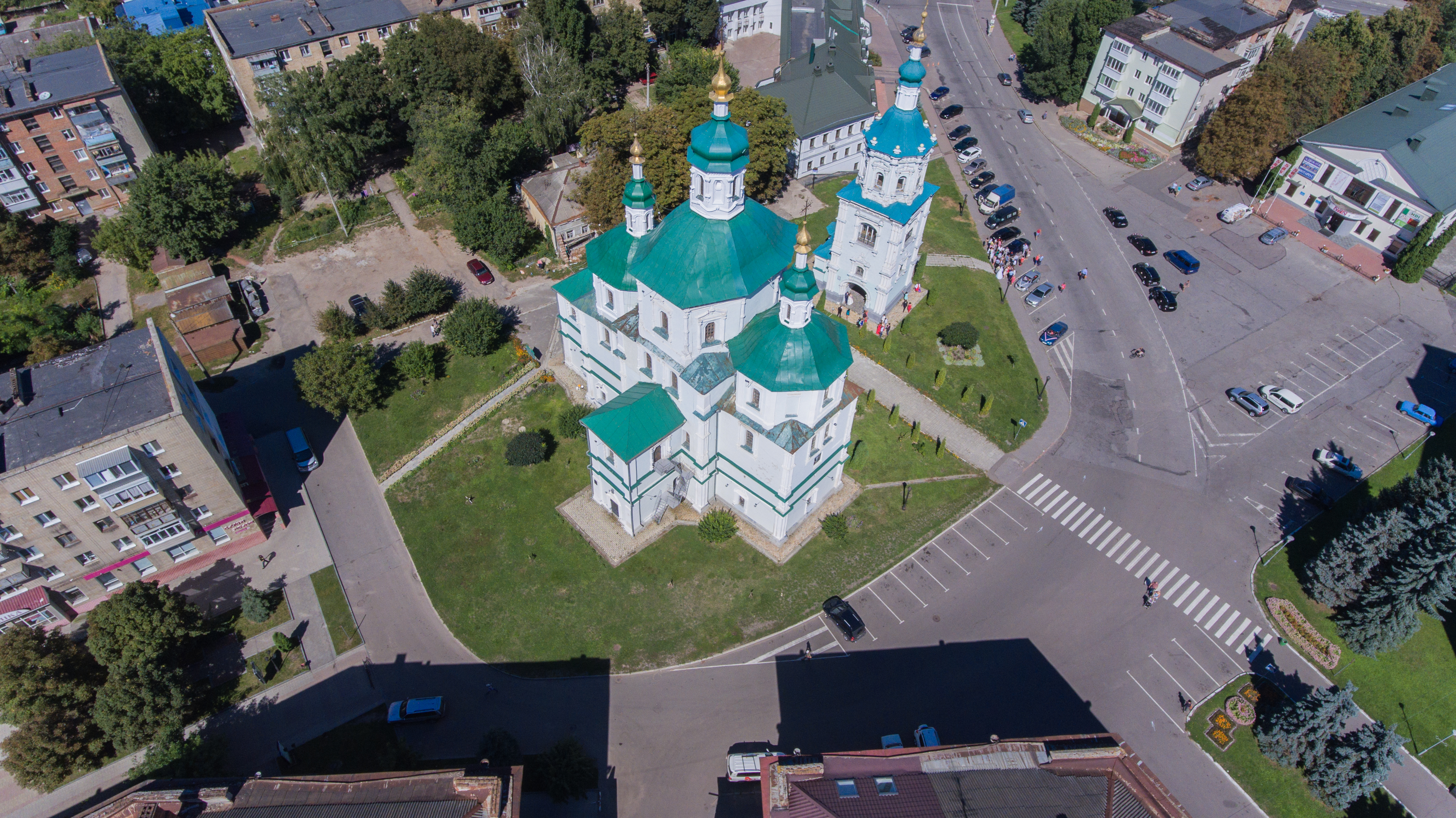
Вид із висоти